# Zijalo
Zijalo je 35 metrov visoka skalna pečina na koncu zatrepne doline v vasi Vrhpeč na Dolenjskem, pod katero ponikalnica Temenica po krajšem podzemskem toku drugič privre na dan. Pod pečino je bruhalnik, v katerem so do sedaj raziskali 65 m podzemnih rovov in iz katerega ob visokem vodostaju na dan bruha voda, stalni izviri pa se nahajajo nekoliko nižje ob strugi. V steni nad bruhalnikom sta dve manjši jami, Ajdovska jama in Fantovska luknja, ki sta z nekaj truda dostopni za obiskovalce. Temenica se kakšnih 50 metrov nižje zbere v manjše jezerce in se nato pretaka preko manjšega jezu. Kadar je vodostaj izjemno visok, vre voda na dan tudi iz vseh lukenj naokrog, ki so sicer neopazne. 
V bližini, kakšnih 100 metrov nižje, stoji poslopje nekdanje žage, ki je danes v zasebni lasti, dostop do žage pa je obiskovalcem onemogočen.
Zijalo je zavarovano kot naravni spomenik.

## Galerija
- Izvir in pečina nad njim
- Izvir pod pečino
- Temenica v Zijalu
- Vodni zbiralnik v Zijalu